# Station Hertford North
Hertford North is een spoorwegstation van National Rail in Hertford, East Hertfordshire in Engeland. Het station is eigendom van Network Rail en wordt beheerd door Govia Thameslink Railway. Het station is geopend in 1924.